# Carl Lombé
Carl Lombé (nascut el 18 maig 1986 a Yaoundé, Camerun) és un futbolista migcampista camerunès-armeni que va jugar a l'equip xipriota Aris Limassol. Quan el 2002 va anar a jugar al FC Pyunik Erevan va aconseguir la nacionalitat armènia.
Després d'aconseguir la nacionalitat armènia, va jugar a la selecció nacional sub 19 i a la selecció nacional armènia sub 21, però no va arribar a jugar a la selecció absoluta.

## Vida
Lombé va emigrar a Armènia el 2002, a on el març del 2003 va signar un contracte al club de futbol Pyunik FC. El 2005 va fitxar pel Ràpid Bucureşti juntament amb Apoula Edel deixant el club armeni de manera unilateral sense justificació. El Pyunik FC va presentar el cas a la Cambra de Resolució de Conflictes de la FIFA; aquesta, el 3 d'agost del 2007 va confirmar la seva decisió a les dues parts, va decidir obligar a que Lombé pagués 15.000$ al club armeni. Les dues parts afectades van apelar alTribunal d'arbitratge de l'esport; el jugador va reclamar que havia estat obligat a naturalitzar-se armeni i que aquesta havia estat l'excusa del perquè va abandonar el país al 2005. Però el Tribunal d'Arbitratge de l'Esport va augmentar la multa pel Carl Lombe, que va haver de pagar una multa de 25.000 $ estatunidencs.

## Carrera futbolística
Carl Lombé és un jugador que es va jubilar el 2013. La seva posició natural era de defensor central.
Abans de ser jugador professional, va jugar en categories inferiors dels clubs PWD Kumba i el Canon de Yaoundé. Des d'aquest club, es va transferir gratuïtament cap el Pyunik d'Erevan a la temporada 2003-2004. A la temporada 2007-2008 va fitxar pel Wehen Wiesbaden alemany i del 2008 al 2012 va jugar pel club Aris Limassol de Xipre.

## Premis i honors
Carl Lombé va guanyar amb el FC Pyunik les lligues dels anys 2003, 2004, 2006 i 2007.